# Antonio Bregno

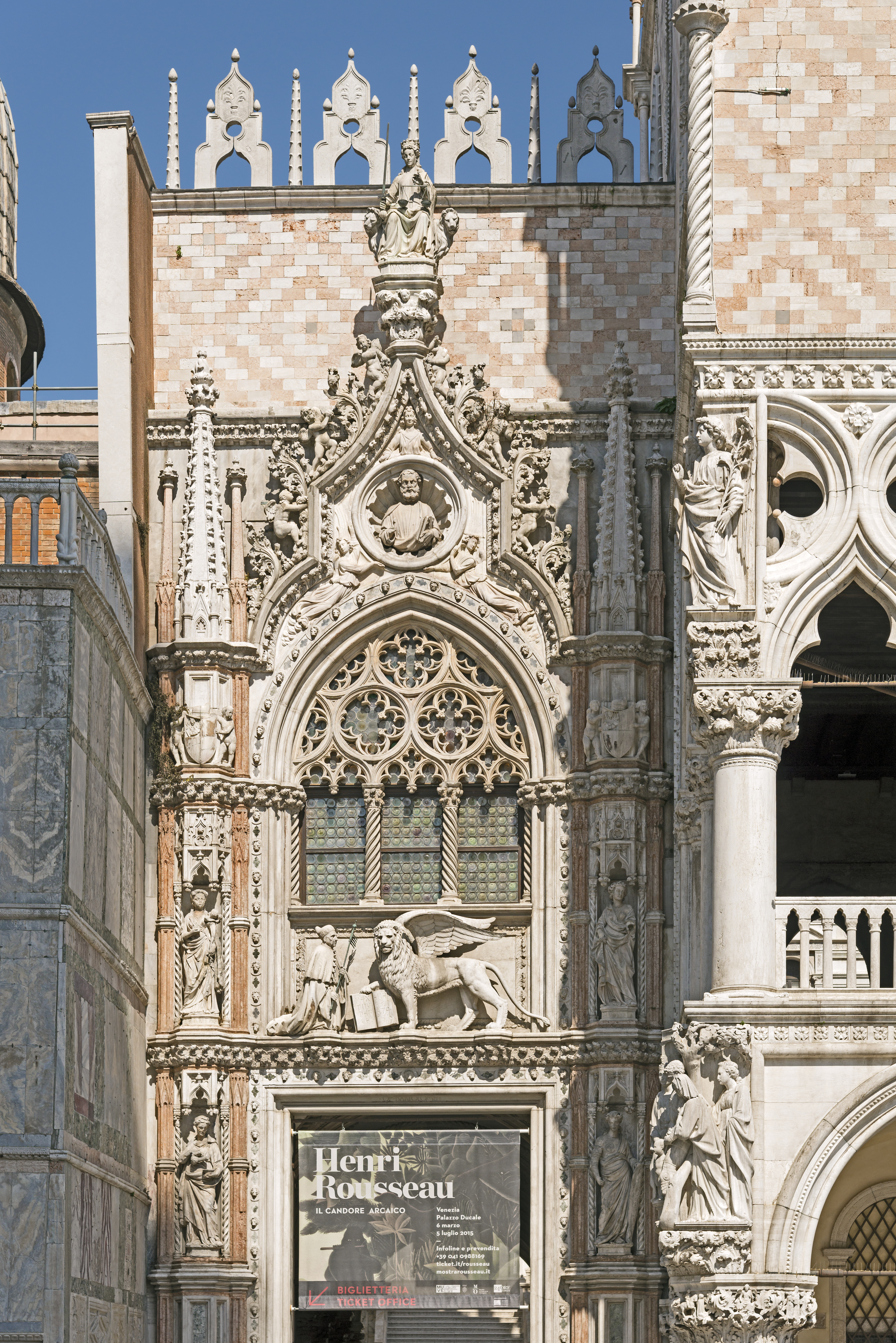
Porta della Carta, Dogepalatset i Venedig

Antonio Bregno, född omkring 1400 i byn Righeggia nära Osteno, död omkring 1458 i Venedig, var en italiensk skulptör och arkitekt under tidig renässans i Italien.
Han växte upp vid Luganosjön i en stenhuggarfamilj. Efter en tid som lärling vid bygget av Milanodomen flyttade han 1425 till Venedig, där han skulpterade dekorationer i Ca' d'Oro tillsammans med Matteo Raverti. Vid Dogepalatset samarbetade Bregno med mästarna från Campione, Giovanni och Bartolomeo Bon, där han fick uppvisa sin konst vid byggandet av 
Porta della Carta. Han arbetade också med Antonio Rizzo vid monumentet Foscaris triumfbåge. 
Antonio Bregnos mästerverk anses vara dogen Francesco Foscaris gravmonument i Frarikyrkan i Venedig där han uppvisar en blandning av fortfarande gotiska drag och innovation inspirerad av Rizzo. Bland hans efterföljare fanns skulptören Luigi Cappone som i Rom utförde den lombardiska skulpturen till minnet över påvarna Sixtus IV och Julius II.